# Luật An ninh Quốc gia (Việt Nam)
Luật An ninh quốc gia là đạo luật được Quốc hội nước Cộng hòa Xã hội Chủ nghĩa Việt Nam khóa XI, kỳ họp thứ 6 thông qua ngày 03 tháng 12 năm 2004, Luật An ninh quốc gia có hiệu lực thi hành từ ngày 01 tháng 7 năm 2005. Luật gồm 5 chương với 36 điều quy định về chính sách an ninh quốc gia, các nguyên tắc, nhiệm vụ, biện pháp bảo vệ an ninh quốc gia, quy định quyền, nghĩa vụ và trách nhiệm của các cơ quan, tổ chức, công dân trong bảo vệ an ninh quốc gia.

## Quá trình xây dựng
Việc xây dựng luật bắt đầu từ thực hiện Nghị quyết số 19/1998/QH10 ngày 02/12/1998 của Quốc hội (khóa X) kỳ họp thứ tư về Chương trình xây dựng Luật, Pháp lệnh nhiệm kỳ Quốc hội khóa X, Ủy ban Thường vụ Quốc hội đã ra Nghị quyết số 76/1999/NQ-UBTVQH10 phân công Bộ Công an (Việt Nam) chủ trì phối hợp với các cơ quan có liên quan soạn thảo Dự án Luật An ninh quốc gia để trình Quốc hội xem xét, thông qua.
Đến tháng 8 năm 2004, Ủy ban Thường vụ Quốc hội tổ chức hội nghị lấy ý kiến các đại biểu Quốc hội chuyên  trách về các dự án luật, trong đó có dự án Luật An ninh quốc gia. Ngày 03 tháng 12 năm 2004, Luật An ninh quốc gia đó được Quốc hội nước cộng hòa XHCN Việt Nam khóa XI, kỳ họp thứ 6 thông qua.

## Bố cục
Luật bao gồm 5 chương với 36 điều, cụ thể là:
- Chương I. Những quy định chung gồm có 13 điều, từ Điều 1 đến Điều 13, quy định phạm vi điều chỉnh, đối tượng áp dụng của Luật, hoạt động bảo vệ an ninh quốc gia, trách nhiệm, nghĩa vụ, chế độ, chính sách đối với cơ quan, tổ chức, cá nhân trong hoạt động bảo vệ an ninh quốc gia, tuyên truyền, giáo dục bảo vệ an ninh quốc gia, hợp tác quốc tế trong lĩnh vực bảo vệ an ninh quốc gia, các hành vi bị nghiêm cấm và chính sách xử lý các hành vi xâm phạm an ninh quốc gia.
- Chương II. Bảo vệ an ninh quốc gia, có 8 điều, từ Điều 14 đến Điều 21, quy định về nhiệm vụ bảo vệ an ninh quốc gia, các biện pháp cơ bản bảo vệ an ninh quốc gia, xây dùng nền an ninh nhân dân và thế trận an ninh nhân dân, quyền, nghĩa vụ, trách nhiệm của công dân, cơ quan, tổ chức, Mặt trận Tổ quốc Việt Nam và các tổ chức thành viên trong bảo vệ an ninh quốc gia, bảo vệ an ninh quốc gia khi có tình trạng khẩn cấp, tình trạng chiến tranh, áp dụng một số biện pháp cần thiết khi có nguy cơ đe doạ an ninh quốc gia nhưng chưa đến mức ban bố tình trạng khẩn cấp.[1]
- Chương III. Cơ quan chuyên trách bảo vệ an ninh quốc gia. Chương này có 7 điều, từ Điều 22 đến Điều 28, quy định các cơ quan chuyên trách bảo vệ an ninh quốc gia, nhiệm vụ, quyền hạn, trách nhiệm của các cơ quan này  cũng như quyền hạn, trách nhiệm của đám cán bộ chuyên trách bảo vệ an ninh quốc gia, trang bị và sử dụng vũ khí, phương tiện kỹ thuật nghiệp vụ, công cụ hỗ trợ của lực lượng này, chế độ quản lý thông tin, tài liệu, đồ vật về bảo vệ an ninh quốc gia và chế độ, chính sách đối với lực lượng này.[1]
- Chương IV. Quản lý nhà nước về an ninh quốc gia. Chương này có 6 điều, từ Điều 29 đến Điều 34, quy định nội dung quản lý nhà nước về an ninh quốc gia, việc thống nhất quản lý nhà nước về an ninh quốc gia, trách nhiệm của Bộ Quốc phòng (Việt Nam), Bộ Ngoại giao (Việt Nam) và của các Bộ, cơ quan ngang Bộ, Ủy ban nhân dân các cấp trong quản lý nhà nước về an ninh quốc gia.[1]
- Chương V. Điều khoản thi hành. Gồm có 2 điều (Điều 35 và Điều 36), quy định hiệu lực của Luật này.[1]

## Một số nội dung cơ bản

### Về phạm vi điều chỉnh, nguyên tắc
Điều 1 đó quy định rõ về phạm vi điều chỉnh của Luật An ninh quốc gia như sau: "Luật này quy định về chính sách an ninh quốc gia; nguyên tắc, nhiệm vụ, biện pháp bảo vệ an ninh quốc gia; quyền, nghĩa vụ, trách nhiệm của cơ quan, tổ chức, công dân trong bảo vệ an ninh quốc gia". Đây là quy định khái quát, không nêu cụ thể an ninh quốc gia bao gồm an ninh trong các lĩnh vực của đời sống xã hội như chính trị, kinh tế, văn hóa, xã hội, khoa học, công nghệ, đối ngoại...
Theo nghĩa rộng thì an ninh quốc gia bao gồm cả lĩnh vực quốc phòng, chống chiến tranh xâm lược, song, căn cứ vào Chương IV (Bảo vệ Tổ quốc Việt Nam xã hội chủ nghĩa) của Hiến pháp 1992 thì bảo vệ an ninh quốc gia và quốc phòng tuy có quan hệ chặt chẽ nhưng là hai lĩnh vực khác nhau trong tổng thể công cuộc bảo vệ Tổ quốc. Vì vậy, phạm vi điều chỉnh của Luật An ninh quốc gia không bao gồm lĩnh vực quốc phòng, chống chiến tranh xâm lược và phân biệt hoạt động bảo vệ an ninh quốc gia với quốc phòng. Những vấn đề về quốc phòng như tổ chức và hoạt động của lực lượng quốc phòng thì sẽ do Luật Quốc phòng quy định.
Điều 5 quy định 4 nguyên tắc quan trọng trong hoạt động bảo vệ an ninh quốc gia, trong đó, nguyên tắc "Tuân thủ Hiến pháp, pháp luật, bảo đảm lợi ích của Nhà nước, quyền và lợi ích hợp pháp của tổ chức, cá nhân" là nguyên tắc được đặt lên hàng đầu.

### Hoạt động tuyên truyền
Điều 10 quy định trách nhiệm tổ chức, chỉ đạo công tác tuyên truyền, giáo dục bảo vệ an ninh quốc gia của Chính phủ cộng sản, các bộ, cơ quan ngang bộ, cơ quan thuộc Chính phủ và Ủy ban nhân dân các cấp, trách nhiệm tổ chức tuyên truyền, phổ biến pháp luật và nâng cao ý thức bảo vệ an ninh quốc gia cho toàn dân của cơ quan thông tin, tuyên truyền.... Khoản 4 Điều 10 nhấn mạnh "Giáo dục bảo vệ an ninh quốc gia là một nội dung giáo dục quốc dân. Cơ quan quản lý nhà nước về giáo dục và đào tạo có trách nhiệm đưa nội dung giáo dục bảo vệ an ninh quốc gia vào chương trình dạy học trong nhà trường và các cơ sở giáo dục khác phù hợp với ngành học, cấp học".
Khoản 3 Điều 10 còn quy định thêm cho các cơ quan, tổ chức của Việt Nam trong phạm vi nhiệm vụ, quyền hạn của mình có trách nhiệm tuyên truyền, giáo dục, vận động công dân Việt Nam và người Việt Nam định cư ở nước ngoài bảo vệ an ninh quốc gia của Việt Nam.

### Chính sách xử lý
Điều 12 của Luật đó quy định như thế này: "Mọi hành vi xâm phạm an ninh quốc gia đều phải bị xử lý nghiêm minh, kịp thời theo đúng quy định của pháp luật. Người chủ mưu, cầm đầu, chỉ huy, ngoan cố chống đối thì bị nghiêm trị, người bị ép buộc, lừa gạt, dụ dỗ nhận làm việc cho tổ chức, cá nhân để hoạt động xâm phạm an ninh quốc gia mà tự thú, thành khẩn khai báo thì được khoan hồng, nếu lập công thì được khen thưởng, người nước ngoài có hành vi xâm phạm an ninh quốc gia của Việt Nam ở ngoài lãnh thổ Việt Nam có thể bị xử lý theo pháp luật của nước Cộng hoà xã hội chủ nghĩa Việt Nam trong trường hợp điều ước quốc tế mà Cộng hoà xã hội chủ nghĩa Việt Nam ký kết hoặc gia nhập có quy định".
Nội dung điều ước quốc tế về hình sự mà Việt Nam ký kết hoặc gia nhập có thể dẫn chiếu quy định của pháp luật Việt Nam và cũng có thể dẫn chiếu quy định của pháp luật nước khác để truy cứu trách nhiệm hình sự của một người có hành vi phạm tội nhất định. Đồng thời tại khoản 2 Điều 6 của Bộ luật hình sự năm 1999 cũng  quy định "Người nước ngoài phạm tội ở ngoài lãnh thổ nước Cộng hoà xã hội chủ nghĩa Việt Nam, có thể bị truy cứu trách nhiệm hình sự theo Bộ luật hình sự Việt Nam trong những trường hợp được quy định trong các điều ước quốc tế mà nước Cộng hoà xã hội chủ nghĩa Việt Nam ký kết hoặc tham gia" vì vậy, khoản 3 Điều 12 của Luật này là quy phạm có tính hướng dẫn để xử lý trường hợp người nước ngoài có hành vi xâm phạm an ninh quốc gia của Việt Nam ở ngoài lãnh thổ Việt Nam.

### Các hành vi bị cấm
Điều 13 của Luật này có 7 khoản, quy định các hành vi bị nghiêm cấm, chủ yếu là các hành vi xâm phạm an ninh quốc gia. Gồm:
- Tổ chức, hoạt động, câu kết, xúi giục, khống chế, kích động, mua chuộc, lừa gạt, lôi kéo người khác nhằm chống chính quyền nhân dân, xóa bỏ vai trò lãnh đạo của Đảng Cộng sản Việt Nam, chia cắt đất nước, phá hoại khối đại đoàn kết toàn dân tộc.
- Nhận nhiệm vụ của tổ chức, cá nhân để hoạt động xâm phạm an ninh quốc gia hoặc tham gia, giúp sức, cung cấp tài chính, vũ khí, phương tiện cho các tổ chức, cá nhân hoạt động xâm phạm an ninh quốc gia.
- Thu thập, tàng trữ, vận chuyển, mua bán, sử dụng, tiết lộ, cung cấp, tán phát trái phép tin tức, tài liệu, vật phẩm thuộc bí mật nhà nước.
- Xâm phạm mục tiêu quan trọng về an ninh quốc gia.
- Chống lại hoặc cản trở cơ quan, tổ chức, cá nhân thực hiện nhiệm vụ bảo vệ an ninh quốc gia.
- Lợi dụng việc thực hiện nhiệm vụ bảo vệ an ninh quốc gia để xâm phạm lợi ích của Nhà nước, quyền và lợi ích hợp pháp của tổ chức, cá nhân.
- Hành vi khác xâm phạm an ninh quốc gia được quy định tại Bộ luật hình sự và các văn bản pháp luật có liên quan.

### Nhiệm vụ và biện pháp
Nhiệm vụ này được quy định tại Điều 14 với 5 nhiệm vụ chính trong đó, bảo vệ chế độ chính trị và Nhà nước Cộng hoà xã hội chủ nghĩa Việt Nam, bảo vệ độc lập, chủ quyền, thống nhất, toàn vẹn lãnh thổ của Tổ quốc là nhiệm vụ hàng đầu, quan trọng nhất nên được quy định tại khoản 1. Luật cũng để đoạn "độc lập, chủ quyền, thống nhất, toàn vẹn lãnh thổ" sau đoạn "chế độ chính trị và Nhà nước Cộng hoà xã hội chủ nghĩa Việt Nam" chủ yếu là để xác định và phân biệt lĩnh vực an ninh quốc gia với lĩnh vực quốc phòng và thống nhất với khái niệm an ninh quốc gia tại khoản 1.
Điều 15 quy định các biện pháp cơ bản bảo vệ an ninh quốc gia bao gồm vận động quần chúng, pháp luật, ngoại giao, kinh tế, khoa học - kỹ thuật, nghiệp vụ, vũ trang. Luật có quy định này để các cơ quan chức năng áp dụng khi thực thi nhiệm vụ, nhưng chỉ quy định có tính nguyên tắc để bảo đảm bí mật, còn nội dung, thẩm quyền, thủ tục áp dụng các biện pháp này đó được quy định trong một số văn bản quy phạm pháp luật hiện hành và trường hợp chưa có thì sẽ được quy định cụ thể trong các văn bản hướng dẫn thi hành Luật.

### Thế trận an ninh nhân dân
Khái niệm này được quy định sơ sài, Luật chỉ quy định khái quát về "thế trận an ninh nhân dân", do việc bố trí thế trận an ninh nhân dân là một nội dung có tính chất nghiệp vụ không quy định cụ thể trong Luật. Luật quy định về "thế trận an ninh nhân dân" cùng với quy định về xây dùng nền an ninh nhân dân là để phù hợp với quy định của Hiến pháp năm 1992. Nội dung cụ thể về "thế trận an ninh nhân dân" sẽ do văn bản hướng dẫn Luật quy định (Nghị định hướng dẫn thi hành).

### Quyền nghĩa vụ và trách nhiệm
Điều 17 quy định 6 nhóm quyền đồng thời là nghĩa vụ của công dân trong bảo vệ an ninh quốc gia, kế thừa từ Điều 77 của Hiến pháp năm 1992 quy định "Bảo vệ Tổ quốc là nghĩa vụ thiêng liêng và quyền cao quý của công dân" nên khó có thể tách riêng quyền với nghĩa vụ. Ở tên điều, Luật không dùng cụm từ "trách nhiệm và nghĩa vụ" hoặc từ "trách nhiệm" để phù hợp với quy định trên của Hiến pháp.
Điều 18 quy định 5 nhóm trách nhiệm của cơ quan, tổ chức trong bảo vệ an ninh quốc gia, trong đó khoản 4 quy định: "phát hiện, cung cấp kịp thời thông tin, tài liệu liên quan đến hoạt động xâm phạm an ninh quốc gia cho cơ quan chuyên trách bảo vệ an ninh quốc gia hoặc chính quyền nơi gần nhất". Luật này không sử dụng cụm từ "đúng sự thật" ở khoản 4 (phát hiện, cung cấp kịp thời, đúng sự thật thông tin, tài liệu...). Vì nếu bắt buộc phải cung cấp tin "đúng sự thật" là không thực tế vì chưa thể xác định hay nhận định một sự việc là đúng sự thật ngay lập tức và như vậy có thể làm hạn chế khả năng cung cấp thông tin của cơ quan, tổ chức. Mặt khác, việc làm rõ đúng sự thật hay không là trách nhiệm của cơ quan chức năng.

### Áp dụng biện pháp cần thiết
Điều 20 quy định khi có tình trạng khẩn cấp, tình trạng chiến tranh, việc bảo vệ an ninh quốc gia được thực hiện theo quy định của pháp luật về tình trạng khẩn cấp, tình trạng chiến tranh. Hội đồng quốc phòng và an ninh có trách nhiệm động viên mọi lực lượng và khả năng của đất nước để bảo vệ Tổ quốc, thực hiện những nhiệm vụ và quyền hạn đặc biệt do Quốc hội giao.
Điều 21 của Luật quy định cụ thể về một số biện pháp cần thiết khi có nguy cơ đe doạ an ninh quốc gia nhưng chưa đến mức ban bố tình trạng khẩn cấp để tạo cơ sở pháp lý cần thiết cho việc tiến hành các hoạt động bảo vệ an ninh quốc gia, tránh lạm dụng khi áp dụngcác biện pháp này trong thực tế. Đây là những biện pháp có quan hệ nhiều đến quyền tự do dân chủ nên Luật chỉ giao thẩm quyền áp dụng các biện pháp đó cho Thủ tướng Chính phủ, mà không giao cho người đứng đầu các Bộ, ngành, địa phương có liên quan (tất cả gốm 09 biện pháp).

### Các cơ quan chuyên trách
Khoản 1 Điều 22 của Luật quy định các cơ quan chuyên trách bảo vệ an ninh quốc gia bao gồm:
- Cơ quan chỉ đạo, chỉ huy và các đơn vị an ninh, tình báo, cảnh vệ Công an nhân dân
- Cơ quan chỉ đạo, chỉ huy và các đơn vị bảo vệ an ninh quốc đội, tình báo Quân đội nhân dân.
- Bộ đội biên phòng, cảnh sát biển là cơ quan chuyên  trách bảo vệ an ninh quốc gia ở khu vực biên giới trên đất liền và khu vực biên giới trên biển.

Lưu ý là Luật không quy định "lực lượng an ninh hàng không" là cơ quan chuyên  trách bảo vệ an ninh quốc gia vì "lực lượng an ninh hàng không" là lực lượng bảo đảm an ninh, an toàn của ngành hàng không, theo quy định của luật hàng không dân dụng